# الزراعة في الصومال

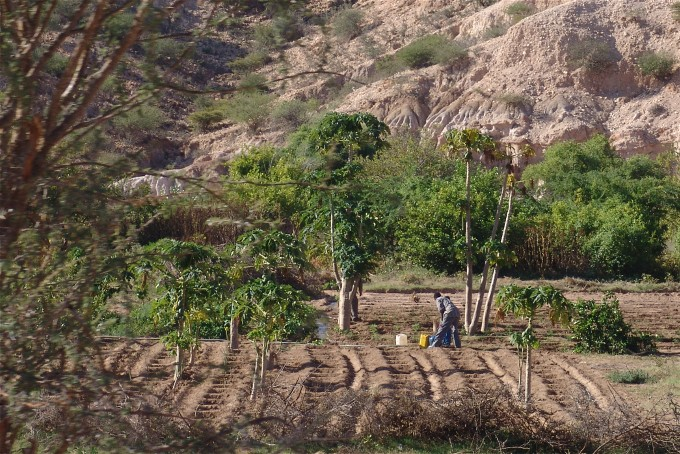
مزرعة المانجو في أرض الصومال.

الزراعة في الصومال هي نشاط توظيف رئيسي وهي أكبر قطاع اقتصادي في البلاد. إذ يساهم بأكثر من 65٪ من الناتج المحلي الإجمالي، من التوزيع المحلي والتصدير إلى أجزاء أخرى من القارة، والشرق الأوسط وأوروبا.

## الرعي
يتكون الاقتصاد الصومالي من كل من الإنتاج التقليدي والحديث، مع تحول تدريجي لصالح التقنيات الصناعية الحديثة التي تترسخ. الزراعة هي أهم قطاع اقتصادي. فهي تمثل نحو 65٪ من الناتج المحلي الإجمالي وتوظف 65٪ من القوة العاملة. تساهم الثروة الحيوانية وحدها بنحو 40٪ من الناتج المحلي الإجمالي وأكثر من 50٪ من عائدات التصدير.
وفقًا للبنك المركزي الصومالي، نحو 80٪ من السكان هم من البدو الرحل أو شبه الرحل الرعاة، الذين يرعون الجمال، الماعز، الأغنام والماشية. كما جمع الرعاة راتنجات والصمغ لزيادة دخلهم.
يعد رعي الجمال والأغنام والماعز الأنواع الرئيسية للرعي المحلي، لا سيما شمال البلاد. الثروة الحيوانية تشمل الماعز الصومالي والأغنام الصومالية. يستخدم الماعز الصومالي في المقام الأول لإنتاج اللحوم. لكل من الذكور والإناث قرون، مع أن الإناث غالبًا يتم إنتاج سلالات دون قرون منها. الماعز تتحمل الجفاف، وعند حلبها قد ينتج كل منها من واحد إلى ثلاثة كيلوغرامات من الحليب يوميًا، حتى عندما يكون الوصول إلى الماء محدودًا. الخروف الصومالي هو السلف المباشر للفارسي أسود الرأس، الذي يُربى جنوب إفريقيا بين أواخر القرن التاسع عشر وأوائل القرن العشرين، وقد استُخدم على نطاق واسع للتهجين في العديد من المناطق الاستوائية. إنه ينتمي إلى نوع الذيل الدهني، ويتم استبعاد قرون كلا الجنسين. يُربى هذا الحيوان أساسًا لإنتاج اللحوم، وهو أحد الصادرات الرئيسية للاقتصاد الصومالي، خاصةً إلى شبه الجزيرة العربية.
مع ميزة كونها تقع بالقرب من شبه الجزيرة العربية، بدأ التجار الصوماليون بتزايد في تحدي الهيمنة الأسترالية التقليدية على سوق الماشية واللحوم العربية الخليجية، إذ يقدمون حيوانات عالية الجودة بأسعار منخفضة للغاية. بدأت دول الخليج العربي القيام باستثمارات استراتيجية في البلاد، إذ قامت المملكة العربية السعودية ببناء بنية تحتية لتصدير المواشي، واشترت الإمارات العربية المتحدة أراضٍ زراعية كبيرة. تُصدر معظم الماشية عبر ميناء بوساسو الشمالي وكذلك بربرة في أرض الصومال المجاورة. في مارس 2013، استأنف تجار الماشية التصدير من ميناء مقديشو الجنوبي. بعد التفتيش في منشأة الحجر البيطري المشيدة حديثًا في مقديشو، أُرسل 13,000 من الماعز و2,435 من الإبل إلى الأسواق في مصر والإمارات العربية المتحدة والمملكة العربية السعودية والبحرين.
منذ عشر سنوات، تقوم شركة Bosaso Tannery بتصنيع وتوزيع وتجارة الجملة والاستيراد والتصدير، لجلود الأغنام والماعز المعالجة والجلد المملح الجاف والمملح الرطب والأزرق الرطب. لديها بعض من أعلى أنواع الجلود الطبيعية في القارة. الصادرات ثابتة ما يزيد قليلًا على 90,000 طن من الجلود الكبيرة والصغيرة كل سنة من بوساسو إلى إثيوبيا، تركيا، باكستان، الهند، الصين وإيطاليا. تُرسل جلود الإبل الخام وجلد الأغنام والماعز إلى الإمارات العربية المتحدة. يُصدر النوع الأزرق الرطب إلى الشرق الأوسط وأجزاء مختلفة من أوروبا. اعتبارًا من عام 2012، تتجه الشركة نحو إنتاج الجلود الجاهزة للتصدير إلى الأسواق الاستهلاكية في الشرق الأوسط ومناطق أخرى.
سنة 2007، افتتحت سلطة مدينة بوراو بالتعاون مع منظمات التنمية والتجار المحليين مجمع Burco Meat and Produce. تعد بوراو إلى جانب بلدة يروي المجاورة موطنًا لأكبر أسواق الماشية، والمعروفة في الصومال باسم سيلاد، في القرن الأفريقي، حيث يُباع ما يصل إلى 10,000 رأس من الأغنام والماعز يوميًا، يُشحن العديد منها إلى دول الخليج عبر ميناء بربرة. يتعامل السوق مع الماشية من جميع أنحاء القرن الأفريقي. بعد عام من الإعداد، يحتوي السوق على قاعتين رئيسيتين وقد تستوعب أكثر من 2000 تاجر. وبالتعاون مع الحكومة الإيطالية، من المقرر أيضًا أن تفتح سلطات بونتلاند سوقًا جديدًا للماشية في جالكايو.
في يونيو 2014، أطلق الاتحاد الأوروبي والمكتب الأفريقي للموارد الحيوانية بشكل مشترك مشروع تعزيز خدمات صحة الحيوان في الصومال في مقديشو. يهدف البرنامج الذي تبلغ تكلفته 4 ملايين يورو إلى تعزيز الإنتاج الحيواني لأكثر من 250,000 من الرعاة المحليين، وزيادة تعزيز القدرات والجودة والوصول والاستدامة في تقديم خدمات الصحة الحيوانية الوطنية، واستدامة التصدير. ومن المتوقع أيضا أن يدعم المشروع مبادرات تنمية القطاع الخاص في صناعة الثروة الحيوانية، وتعزيز الشراكات بين القطاعين العام والخاص.
بحسب منظمة الفاو، صدرت الصومال رقمًا قياسيًا بلغ 5 ملايين وحدة من الماشية إلى أسواق منطقة الخليج سنة 2014. بلغت قيمة الصادرات 300 مليون دولار أمريكي، وشملت 4.6 مليون رأس من الأغنام والماعز، و340 ألف رأس من الماشية، و77 ألف من الإبل. تسهل التجارة المعززة بزيادة الاستثمار القطاعي من قبل الحكومة الصومالية بالاشتراك مع منظمة الأغذية والزراعة، التي ركزت على البنية التحتية للماشية، وتطعيم الماشية وخدمات العلاج، وإنتاج الأعلاف. دعمت المسالخ الحديثة وأسواق اللحوم وتربية الحيوانات تجارة الماشية. للاستفادة من منتجات الثروة الحيوانية ذات القيمة المضافة، أُطلق برنامج يهدف إلى تحسين جودة إنتاج الحليب في المنطقة الشمالية الغربية من البلاد، بمساعدة الاتحاد الأوروبي. في مايو 2015.

## الزراعة
أنتجت الصومال، سنة 2018، 209,000 طن من قصب السكر، و138 ألف طن من الذرة، و129 ألف طن من الذرة الرفيعة، و92 ألف طن من المنيهوت (الكاسافا)، و75 ألف طن من الخضر، إضافةً إلى الفول، الموز، بذور السمسم، الطماطم، جوز الهند، البرتقال والبلح.
وتتركز المناطق الزراعية في الصومال في الجزء الجنوبي من البلاد، في جيدو، جوبا الوسطى، جوبا السفلى، شبيلي السفلى، شبيلي الوسطى وهيران، يمر نهرا جوبا وشبيلي عبر هذه المحافظات، ما يجعل التربة أكثر ملاءمة لزراعة المحاصيل من الشمال القاحل نسبيًا، حيث يمارس الرعي
تشمل صادرات المحاصيل الرئيسية الموز، السكر، الذرة الرفيعة والذرة والمنتجات للسوق المحلية. وفقًا للبنك المركزي الصومالي، يبلغ إجمالي واردات السلع نحو 460 مليون دولار سنويًا، وقد تعافت بل تجاوزت إجمالي الواردات قبل بدء الحرب الأهلية سنة 1991. الصادرات، التي يبلغ مجموعها نحو 270 مليون دولار سنويًا، تجاوزت أيضًا مستويات الصادرات الإجمالية قبل الحرب لكنها لا تزال تؤدي إلى عجز في الحساب التجاري يبلغ نحو 190 مليون دولار أمريكي سنويًا. ومع ذلك، فإن هذا العجز التجاري تم تجاوزه بكثير من خلال التحويلات التي يرسلها الصوماليون في الشتات، التي ساعدت في الحفاظ على مستوى الواردات.
في منتصف عام 2010، تعهد مجتمع الأعمال الصومالي أيضًا باستثمار مليار دولار في صناعات الاقتصاد الوطني على مدى السنوات الخمس التالية. وتوقع عبد الله حسين، مدير شركة الكهرباء والغاز الصناعية المشكلة حديثًا، أن إستراتيجية الاستثمار ستخلق 100 ألف فرصة عمل. تأسست الشركة الجديدة باندماج خمس شركات صومالية من قطاعات التجارة، المالية، الأمن والاتصالات. وشهدت المرحلة الثانية من المشروع، التي بدأت في منتصف إلى أواخر عام 2011، بناء المصانع في مناطق اقتصادية مخصصة لقطاعات الزراعة والثروة الحيوانية وصيد الأسماك والتعدين.
وفي عام 2014، أكمل المزارعون المحليون برنامجا يمكنهم من البدء في بيع الحبوب عالية الجودة لأول مرة إلى برنامج الأغذية العالمي التابع للأمم المتحدة.وفي إطار هذه المبادرة، تلقى المزارعون تدريبا من خبراء الفاو وبرنامج الأغذية العالمي على تصنيف الحبوب، ومناولة ما بعد الحصاد، وإدارة المستودعات والتخزين.  وكان الهدف هو تعزيز قاعدة معارف المزارعين وقدرتهم الإنتاجية للوفاء بمعايير التوريد الدولية. بحلول شهر مارس من العام، وقد باع المزارعون من جنوب وسط الصومال من خلال البرنامج 200 طن متري من حبوب الذرة عالية الجودة. ووفقا لوزير الزراعة عبدي أحمد محمد، تعمل الحكومة على زيادة تأهيل القطاع الزراعي من خلال كل من الإنتاج الزراعي وجهود تحقيق الاستقرار. ويهدف المزارعون في نهاية المطاف إلى تجاوز التوزيع المحلي والتحول إلى مورد رئيسي للحبوب في المنطقة الأوسع.
في مارس 2014، عقد مؤتمر ومعرض المنتجين الصوماليين في مركز دبي التجاري العالمي كجزء من مبادرة من الاتحادتشجيع المنتجات الصومالية من قطاعات الزراعة والثروة الحيوانية ومصايد الأسماك في الإمارات العربية المتحدة وغيرها من أسواق دول الخليج.  وفي أيار/مايو من العام، استأنف المزارعون التجاريون أيضا تصدير الموز إلى شبه الجزيرة العربية. بالإضافة إلى ذلك، بدأوا في استكشاف أسواق أحدث لمنتجاتهم الزراعية في الكويت ودبي.
وفي كانون الأول/ديسمبر 2014، أعلنت وزارة الزراعة أنها ستبدأ مشروعا جديدا لإدارة المياه على نهر شابيلي في عام 2015 من أجل مساعدة صغار المزارعين. وستشهد المبادرة جزئيا حفر قنوات مياه إضافية من أجل السيطرة بشكل أكثر فعالية على تدفقات الأنهار في المزارع.